# 大陸浪人
大陸浪人（たいりくろうにん）は、明治初期から第二次世界大戦終結までの時期に中国大陸・ユーラシア大陸・シベリア・東南アジアを中心とした地域に居住・放浪して各種の政治活動を行っていた日本人の一群を指す呼称。支那浪人（しなろうにん）とも称されるが、その活動範囲は中国本土に限らず、朝鮮半島・満州・シベリアなど、後に日本の勢力が進出する舞台となった地域と重複する場合が多い。彼らは表面上は特定の組織に所属せず、自らを「浪人」や「（脱藩）志士」になぞらえたことから、「大陸浪人」・「支那浪人」という呼び名が発生したと言われている。

## 概要
「大陸浪人」の定義づけは難しく、「国家主義・対外膨張論を抱いて大陸各地に居住・放浪した民間日本人の通称」と定義する文献もあるが、そういう傾向はあったとしても全ての大陸浪人が日本の対外進出を支持していた訳ではない。また、軍人・官吏・一般居留民など組織に属しながらも、日常の公務・職業から離れた場所では大陸浪人と同じような活動を行っていた人々もおり、さらには「大陸浪人」を称しながら、実際には軍部や南満州鉄道に代表される現地の日系企業と結び付いて個人的利得活動のために暗躍する人々も存在するなど、その範囲を定めることは難しい。ただし、様々な目的をもった「大陸浪人」とされた人々の多くが私的な活動を通じて、自らの政治的な理想を反映させる形で日本の外交政策に何らかの影響を与え、アジアにおける日本のイニシアチブの確立を目指そうとしたことは間違いない。

## 通史的概観
初期の大陸浪人のルーツは、征韓論などによって大陸への軍事的行動が初めて議論された時期に清や朝鮮へと渡った不平士族や商人たちとされ、甲申政変など李氏朝鮮末期の政争に彼らが関与したことでその行動が注目されるようになった。続いて登場したのが、1870年代から80年代にかけて青年時代を過ごした若者たちであった。彼らは少年期あるいは誕生前に幕末・明治維新の騒乱期を迎え、士族反乱や自由民権運動の挫折と明治政府体制の確立によって新しい国家作りに参加できなかった層でもあった。彼らは続く欧化主義への反感などから国家主義あるいはアジア主義に目覚め、日本を飛び出して支那大陸や朝鮮半島に活動の舞台を求め、日本の大陸への進出に何らかの形で関与しようとしたのである。彼らは開港場の日本人商店などを拠点として現地の風俗習慣や政治・経済事情を探索する一方、玄洋社・黒龍会・東亜同文会などの日本国内の国家主義・アジア主義団体とも連携を取った。特に玄洋社を率いた頭山満は、後に政治家の犬養毅（後の内閣総理大臣）とともに「大陸浪人の二大巨頭」との異名を得るほどに彼らの後援者として知られるようになった。また、日本政府の対外政策に関わる調査や軍部の直接的あるいは間接的支援による兵要地誌の調査などに従うこともあり、そうした活動を通じて中国語や複雑多様な現地情勢に通じた「支那通」と呼ばれる人々を輩出することになる。だが、その一方で政府・軍部あるいはその路線に協力する日本の財界より様々な口実による資金援助を受けるきっかけを得たことにより、その後の大陸浪人の方向性を定めることにもなった。
日清戦争や日露戦争においては、上記の「支那通」が日本軍に積極的に協力して通訳や諜報、後方攪乱、特務工作などに従事したが、こうした戦争を通じて日本の対外進出を軸とした大陸政策が確定していくと、大陸浪人は次第にその範囲内での活動に限定され、むしろ積極的にこうした風潮に参画することで日本政府・軍部及び世論の対外強硬論を導き、自己の存在感を認めさせようとした。
辛亥革命以後の中国の分裂状態は大陸浪人に日本の大陸政策に基づいた新たな活躍の場を与え、その再生産を促した。だが、辛亥革命の進展による軍閥の没落と統一の進行は大陸浪人の活動やその利益と相反していき、大陸浪人の立場は日本の国家主義に基づいて中華民国側と対峙するものにならざるを得なくなった。そして、満州事変とそれに続く日中戦争は、大陸浪人にまた新たな活動の場を与えることとなったが、最終的に第二次世界大戦の終結による日本の敗戦と対外進出政策の終焉により、大陸浪人は事実上消滅した。

## 大陸浪人とされる人物
- 名倉松窓
- 岸田吟香
- 岡千仭
- 池上四郎
- 曾根俊虎
- 彭城中平
- 樽井藤吉
- 井田武雄
- 宮崎駿児
- 岡本柳之助
- 金子彌平
- 小沢豁郎
- 荒尾精
- 根津一
- 大垣丈夫
- 近衛篤麿
- 長谷川辰之助
- 安達謙蔵
- 中野二郎
- 横川省三
- 川島浪速
- 西郷四郎
- 石川伍一
- 鈴木天眼
- 山田良政
- 権藤成卿
- 石光真清
- 井深彦三郎
- 末永節
- 平山周
- 宮崎滔天
- 安永東之助
- 西原亀三
- 原口聞一
- 内田良平
- 沖禎介
- 工藤忠
- 山中峯太郎
- 堀川辰吉郎
- 東則正
- 甘粕正彦
- 伊達順之助
- 里見甫
- 小日向白朗
- 児玉誉士夫
- 許斐氏利

## 主な大陸浪人の肖像

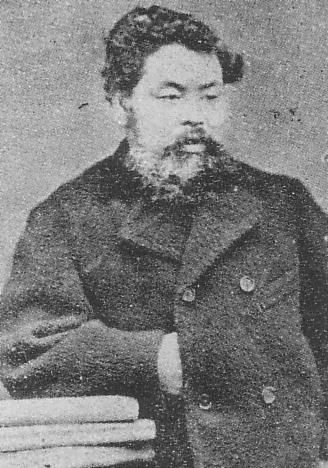
岸田吟香
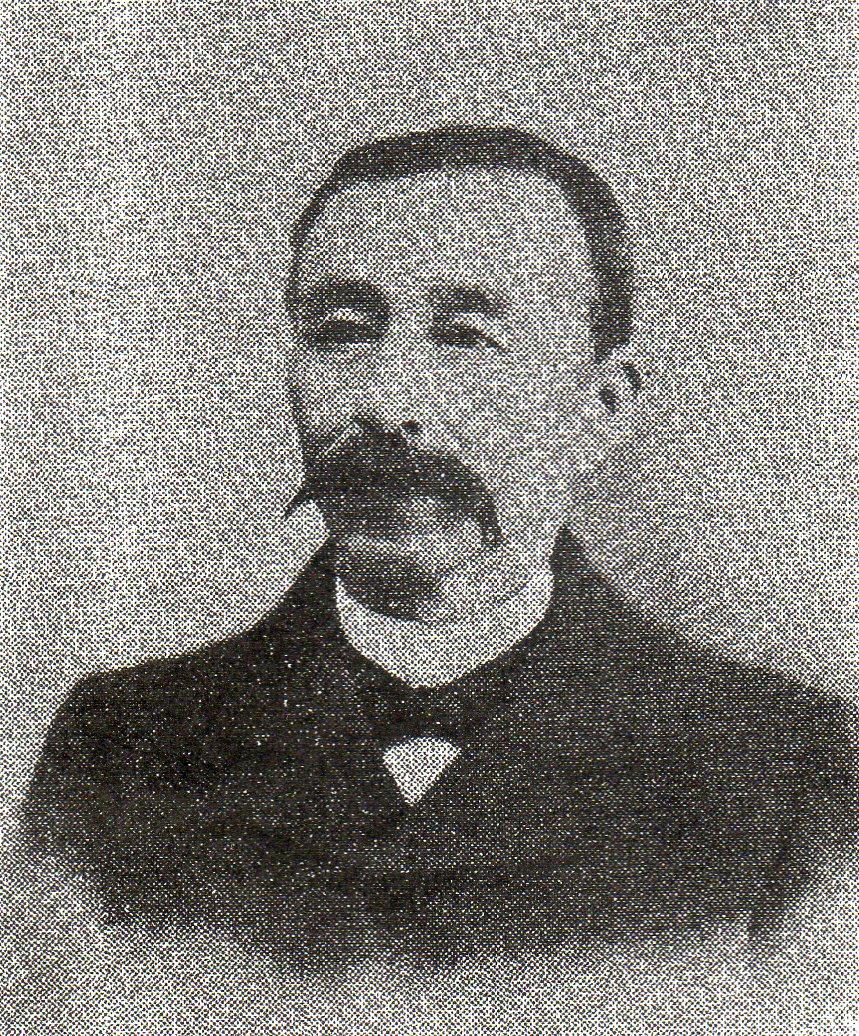
曽根俊虎
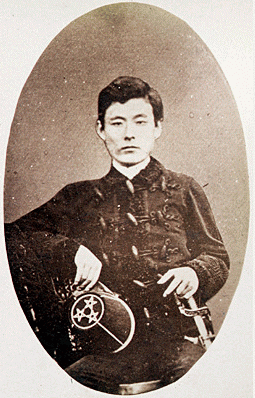
岡本柳之助
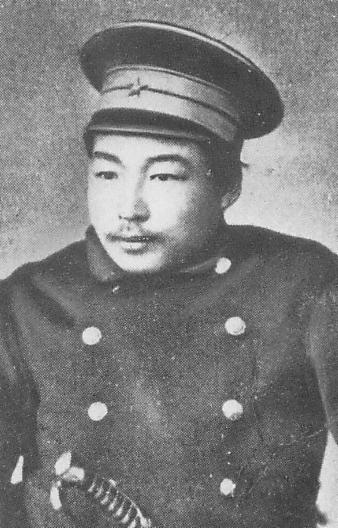
荒尾精
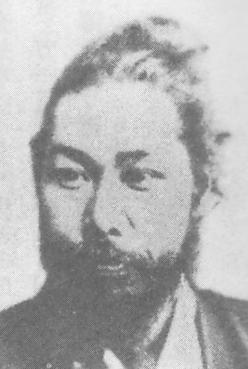
宮崎滔天
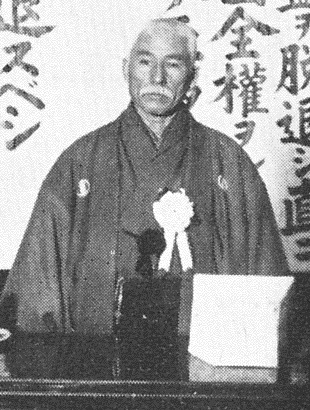
内田良平
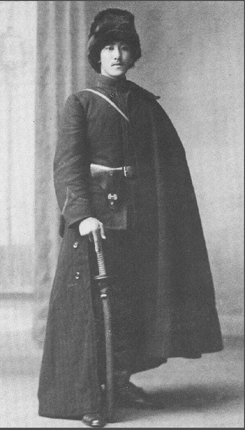
伊達順之助
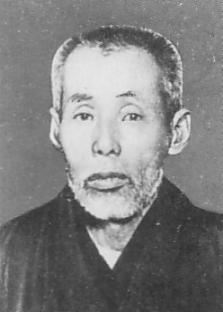
権藤成卿
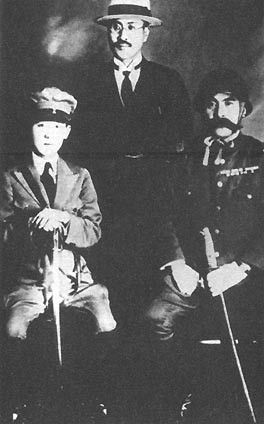
川島浪速
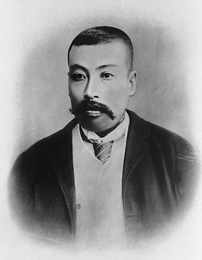
横川省三
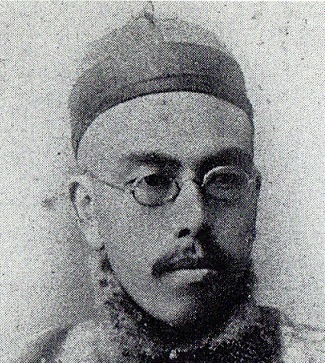
山田良政